# Станислав Прокопьевич Сырский
Станислав Прокопьевич Сырский — 